# Carrie (2002)
Carrie (bra: Carrie, a Estranha) é um telefilme americano de 2002, baseado na obra de mesmo nome do escritor Stephen King, exibido originalmente pelo canal NBC. 

## Sinopse
Carrie White (Angela Bettis) é uma garota estranha vítima de bullying por todos os colegas do colégio e ainda possui uma mãe fanática religiosa Margaret White (Patricia Clarkson) que a oprime, já que considera tudo pecado e por isso protege bastante a filha. A vida de Carrie é complicada, até que ela decide investigar a causa de estranhos acontecimentos que ocorreram desde a sua infância de objetos se movendo sozinhos, quando na verdade ela possui um dom chamado Telecinese, que é a capacidade de mover e manipular objetos com a mente e isso faz com que ela entenda que foi a responsável por esses acontecimentos ocorridos quando era criança. Após menstruar no banheiro do colégio, volta a ser humilhada pelas colegas por nunca ter passado por isso antes e pensa estar morrendo, mas, a professora de ginástica Rita Desjardin (Rena Sofer) disposta a dar um basta em todas as humilhações infligidas a Carrie, coloca todas as envolvidas em detenção. A líder do grupo Chris Hargensen (Emilie de Ravin) se recusa a sofrer o castigo pelo que fez a Carrie junto com as outras e acaba sendo suspensa e barrada do baile, porém promete vingança. No entanto Sue Snell (Kandyse McClure) arrependida do que fez, tenta convencer seu namorado Tommy Ross (Tobias Mehler) a levar Carrie ao baile como um pedido de desculpas. Chris com a ajuda de seu namorado Billy Nolan (Jesse Cadotte) e mais dois amigos resolvem matar um porco. Escolhendo a noite do baile para executar uma pegadinha de mau gosto Chris derrama o sangue do animal em Carrie sendo ridicularizada por todos que ficam presos no ginásio com a revolta dela utilizando seus poderes de Telecinese como castigo.

## Elenco
- Angela Bettis como Carrie White
- Patricia Clarkson como Margaret White
- Kandyse McClure como Sue Snell
- Rena Sofer como Rita Desjardin
- Emilie de Ravin como Christine "Chris" Hargensen
- Jesse Cadotte como Billy Nolan
- Chelan Simmons como Helen Shyres
- Tobias Mehler como Tommy Ross
- David Keith como Detetive John Mulchaey
- Katharine Isabelle como Tina Blake
- Meghan Black como Norma Watson
- Steve Byers como Roy Evarts
- Miles Meadows como Kenny Garson
- Laurie Murdoch como Diretor Morton
- Michael Kopsa como Sr. Hargensen
- Malcolm Scott como Jackie Talbot
- Andrew Rob como Danny Erbter
- Jodelle Ferland como Carrie quando criança
- Michaela Mann como Estelle Horan
- Erin Karpluk como Madeline
- Bill Dow como Sr. Scharnhorst
- Irene Miscisco como Sra.Johnson

## Produção
As músicas tocadas durante as cenas do baile são as do Dartmouth College, interpretada pela Dartmouth College Marching Band. O produtor executivo Mark Stern,que é um ex-aluno da Dartmouth, solicitou uma gravação das músicas do diretor da faculdade Max Culpepper para usar no filme.